# هیتمن: مأمور ۴۷
هیتمن: مأمور ۴۷ (به انگلیسی: Hitman: Agent 47) یک فیلم اکشن، جاسوسی مهیج آمریکایی به کارگردانی الکساندر باخ و نویسندگی اسکیپ وودز (نویسندهٔ فیلم هیتمن در سال ۲۰۰۷ و مایکل فینچ است که بر پایه مجموعه بازی ویدئویی هیتمن ساخته شده‌است. بازیگرانی همچون روپرت فرند، زاکاری کوئینتو، هانا ویر، توماس کرتشمن، آنجلابیبی، دن باکدال، امیلیو ریورا، رولف کانیس در این فیلم ایفای نقش می‌کنند.

## داستان
داستان هیتمن: مأمور ۴۷ دربارهٔ قاتلی حرفه‌ای می‌باشد که توسط اصلاح ژنتیکی تبدیل به یک ماشین قتل شده‌است، و تنها با نام «مأمور ۴۷» (روپرت فرند) شناخته می‌شود و همچنین توسط بارکدی که بر روی پشت گردنش حک شده‌است، شناسایی می‌شود. هدف جدید او زن جوانی می‌باشد که در حال فرار از نیروهای قدرتمند و مخفی است. این مأموریت افشاگری‌های تکان دهنده‌ای در مورد مأمور کشنده و طعمه‌اش را به ارمغان می‌آورد.